# Johann Trnka
Johann Trnka (* 21. März 1912 in Wien; † 24. März 1950 ebenda) war ein österreichischer Malergehilfe und die letzte Person, die von einem österreichischen Gericht zum Tode verurteilt und hingerichtet wurde.

## Taten
Um Radioapparate zu stehlen, gab Johann Trnka sich im Jahre 1946 als Maler aus und verschaffte sich so Zutritt zu den Wohnungen zweier älterer Frauen in Wien, die er überfiel, ausraubte und schließlich ermordete.
Am 9. April 1946 verübte Trnka im 8. Wiener Gemeindebezirk an Hermine Koller in der Albertgasse 55 einen Raubmord. Am Vormittag des 17. April tötete er dann im 9. Wiener Gemeindebezirk in der Nussdorfer Straße 61 die Hausgehilfin Marie Bogner „offenbar durch Hackenhiebe“. In beiden Fällen hatte er Rundfunkgeräte entwendet.
Seit dem 18. April war Trnka aus seiner Wohnung im 2. Bezirk in der Kleinen Stadtgutgasse 13 flüchtig. Die beiden Taten konnten zweifelsfrei demselben Täter zugeordnet werden.
Ende Mai wurde von der Polizeidirektion Wien für Trnkas Ergreifung „ein namhafter Betrag als Belohnung ausgesetzt“. Ende Dezember 1946 wurde Trnka allerdings noch immer gesucht. Trotz der hohen Aufklärungsquote der Wiener Polizei war seine Verhaftung auch Anfang Juni 1948 noch nicht gelungen.
Als 1948 die 58-jährige Offizialwitwe Elisa Hladky ermordet wurde, geriet der immer noch flüchtige Johann Trnka in Tatverdacht, weil ebenfalls ein Radioapparat gestohlen worden war.
Erst am 1. April 1949 „um 20.30 Uhr gelang es nach langwierigen Erhebungen des Wiener Sicherheitsbüros“ in Zusammenarbeit mit der Gendarmerie, in Peuerbach den 36-jährigen Malergehilfen Johann Trnka zu verhaften. Er hatte sich dort seit sechs Wochen unter dem Decknamen „Johann Truka“ aufgehalten. Zum Verhängnis war Trnka geworden, dass er – obwohl bereits verheiratet – einer Frau die Ehe versprochen hatte, die misstrauisch wurde und deshalb in Wien telefonisch Erkundigungen einholte. „Die Mordgruppe des Wiener Sicherheitsbüros, die seit 1946 die Überwachung des Bekanntenkreises Trnkas nicht eingestellt hatte, erfuhr so von diesem Telephonanruf.“
Am 5. April 1949 gestand Trnka in einem Verhör die Morde an Hermine Koller und Marie Bogner. Er gab außerdem zu, drei weitere Morde geplant zu haben, an deren Ausführung er jedoch durch widrige Umstände gehindert worden sei.
Für die Raubmorde an Hermine Koller und Marie Bogner wurde Trnka angeklagt. Der Prozess begann am 12. Dezember 1949 unter dem Vorsitz von Oberlandesgerichtsrat Neudeck im Landesgericht für Strafsachen Wien, dem „Grauen Haus“. Am ersten Prozesstag kamen neben den beiden Raubmorden sieben Mordversuche zur Sprache: Trnka „ging bei seinen Verbrechen mit der Exaktheit eines Bürokraten vor. Er stellte zuerst eine Liste aller ihm bekannten Frauen zusammen, die Radioapparate besaßen. Systematisch machte er nach dieser Liste die Runde. Bei sieben Besuchen versagten ihm entweder die Nerven, oder die Umstände machten einen Mord unmöglich.“
Am 15. Dezember verkündete Neudeck das Urteil: „Der Angeklagte Johann Trnka ist schuldig des Verbrechens des zweifachen tückischen Raubmordes, des Mordversuches in sieben Fällen und mehrfacher Veruntreuungen. Er wird nach den §§ 134 und 136 zur Strafe des Todes durch den Strang verurteilt.“
Trnka wurde am 24. März 1950 um 6.00 Uhr im Hof des „Grauen Hauses“ erhängt. Monsignore Eduard Köck leistete ihm den letzten Beistand.

## Rechtsgrundlagen
Die Verurteilung Trnkas wegen Mordes erfolgte nach österreichischem Recht der Zweiten Republik. Nach dem Zweiten Weltkrieg war die Todesstrafe in Österreich in ordentlichen Verfahren für Mord wieder für zulässig erklärt worden, wurde 1950 allerdings wieder aus den zivilen Gesetzbüchern gestrichen und nur im Militärrecht beibehalten. Die Hinrichtung Trnkas war die 31. und letzte eines von einem österreichischen Gericht in der Nachkriegszeit zum Tode Verurteilten. Am 7. Februar 1968 beschloss der Nationalrat einstimmig, die Möglichkeit zur Schaffung von Standgerichten oder anderen Formen einer Ausnahmegerichtsbarkeit aus der Verfassung zu streichen. Artikel 85 B-VG lautet seither: „Die Todesstrafe ist abgeschafft.“